# Microsoft Developer Network

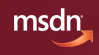
Logo

Das Microsoft Developer Network (MSDN) war ein Informations- und Software-Angebot für Programmierer und Software-Architekten sowie Designer, die sich mit Microsoft-Produkten und -Technologien beschäftigen. Der von Microsoft bereitgestellte Service umfasste kostenlos zugängliche Dienste im Internet (beispielsweise MSDN Online), ein kostenpflichtiges Software-Abonnement (beispielsweise MSDN Subscriptions oder Expression Subscription) sowie Schulungs- und Weiterbildungsleistungen, die MSDN-Technologieberater (Evangelisten) im Rahmen von Fachkonferenzen, Seminaren oder Workshops vor Ort erbringen.

## Dienste
Das Microsoft Developer Network bot Entwicklern verschiedene Dienste an. Die wichtigsten dabei waren:

### MSDN Library
In der MSDN Library stellte Microsoft Dokumente, Anleitungen, Schnittstellendokumentationen und Programmcodebeispiele für Softwareentwickler zur Verfügung. Entwickler finden dort ebenfalls Gerätetreiber, Designtools und Testversionen verschiedener Microsoft-Produkte.
Die MSDN Library deckte folgende Microsoft-Produkte ab: Visual Studio, Windows, Windows Phone, Azure, Office. Für diese Bereiche findet man in der MSDN Library die entsprechenden Software Development Kits und Sicherheitsupdates.
Die meisten Inhalte wurden auf Englisch verfasst und (teil-)automatisiert ins Deutsche übersetzt.
Ende 2019 wurden die Inhalte der MSDN-Bibliothek in die neue Wissensdatenbank Microsoft Docs integriert. Dieses wiederum leitet – Stand 2022 – auf _Microsoft Learn_ weiter.

### MSDN Platforms
Unter dem Namen MSDN Platforms (früher: MSDN Subscriptions) bietet Microsoft verschiedene Software- und Cloud-Abonnements an, die Entwicklern, Designern, Teams und Organisationen, die sich mit der Entwicklung von IT-Anwendungen beschäftigen, Zugang zu bestimmten Microsoft-Softwareprodukten, -Technologien und entwicklerrelevanten Dokumentationen gewähren. Die Software-Produkte sind auf CD-ROM, DVD und per Download erhältlich.
Bei den im Rahmen der Abonnements bereitgestellten Programmen handelt es sich in der Regel um Vollversionen, die einer Volumenlizenz unterliegen. Die Anwendungen können dabei zum Entwerfen, Entwickeln und Testen von Softwarelösungen eingesetzt werden. Eine darüber hinausgehende Benutzung der Software ist durch den Lizenzvertrag eingeschränkt.
Darüber hinaus erhalten Abonnenten Zugang zu Schulungen und zusätzlichen Supportleistungen von Microsoft.

### Forum
Die MSDN-Website beinhaltete früher auch ein Internetforum. In den verschiedenen Unterforen konnten Fragen zu spezifischen Problemen gestellt und beantwortet werden. Die Microsoft Tech Community stellt ein vergleichbares Ersatzangebot dar.

## Geschichte
MSDN wurde im Juni 1992 erstmals als eine vierteljährliche Sammlung technischer Artikel als CD-ROM herausgegeben. Neben den technischen Artikeln, Codebeispielen und SDKs war auch eine 16-seitige Zeitung im Kleinformat (Microsoft Developer Network News) enthalten.
1993 führte Microsoft das „Level II“ Abonnement (495 $ pro Jahr) ein, das zusätzlich SDKs zu MAPI, ODBC und TAPI enthält.
1996 umfasst die MSDN-Bibliothek bereits 13000 Artikel und 1600 Codebeispiele und wurde nach wie vor quartalsmäßig als CD-ROM vertrieben.
Im Mai 1997 wurde MSDN Online zum ersten Mal als Webseite (www.microsoft.com/msdn) zugänglich gemacht.
Microsoft gab im Jahr 2000 an, dass das MSDN über 3 Millionen Mitglieder habe.
Mit MSDN2 wurde 2004 offiziell ein neues Content-Management-System für MSDN eingeführt, um die steigende Anzahl neuer Dokumente besser darzustellen und neue Web-Standards und Browser besser zu unterstützen.
2008 wurden alle Inhalte in das neue MSDN-System integriert und zu einem einheitlichen URL zusammengefasst. Zu dem Zeitpunkt umfasste die MSDN-SQL-Datenbank ca. 11 Millionen Dokumente.
Die Artikel zu unterstützten Software-Produkten und Technologien wurden Ende 2019 in die neue Wissensdatenbank Microsoft Docs integriert. Artikel mit veralteten Informationen wurden nicht übernommen und sind (wenn überhaupt) nur noch über Webarchive zugänglich.